# Erythrodiplax berenice
Erythrodiplax berenice – gatunek ważki z rodziny ważkowatych (Libellulidae). 

## Występowanie
Występuje na głównie na terenie Stanów Zjednoczonych oraz na Karaibach. Zaobserwowano ją także na terenach krajów Ameryki Środkowej oraz w północnej części Ameryki Południowej. Preferuje tereny przybrzeżne oraz okolice lasów mangrowych. 

## Charakterystyka
Osiągają około 3,3 cm długości. Występuje znaczny dymorfizm płciowy: samce mają ciemne barwy, a samice są żółtawe. Żywi się niewielkimi owadami.